# Johann Georg Lahner

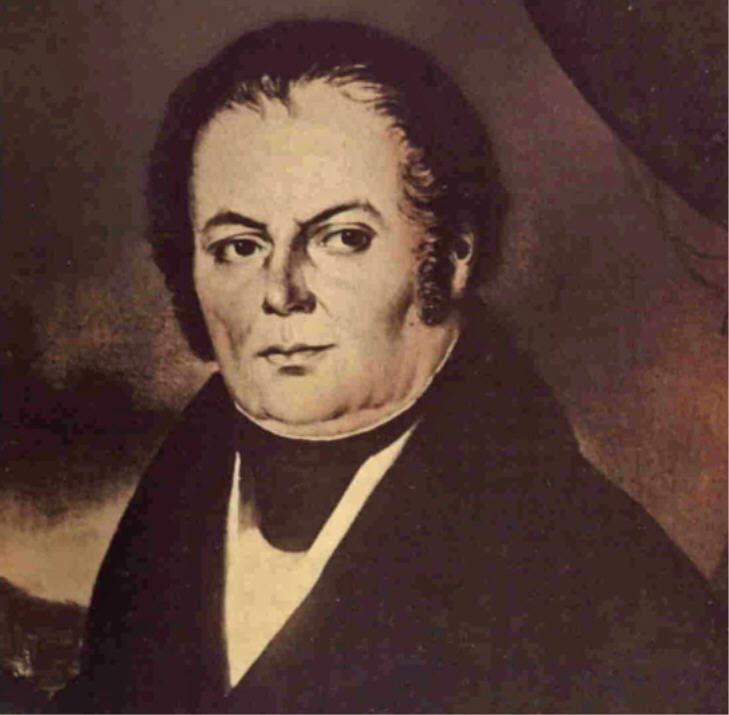
Johann Georg Lahner, der Erfinder der Wiener respektive Frankfurter Würstchen

Johann Georg Lahner (* 13. August 1772 in Gasseldorf, jetzt zu Ebermannstadt; † 23. April 1845 in Wien) gilt als Erfinder der Wiener Würstchen, die er selbst jedoch als Frankfurter bezeichnete und als solche in seinem Fleischerladen verkaufte. Der Handwerksmeister war der Gründer des Familienbetriebs in der österreichischen Hauptstadt.

## Leben
Der Handwerker stammte aus einer armen Bauernfamilie. Er blieb bis 1795 in seinem Heimatort Gasseldorf. In der kargen Fränkischen Schweiz waren die Lebensumstände damals schwierig. Seine kleinbäuerlichen Eltern drängten den jungen Mann, sein Glück in der Fremde zu suchen, als sie für sich und ihren Kostgänger die Nahrung nur noch schwer aufbringen konnten.
Lahner entschloss sich, nach Frankfurt am Main zu gehen, und machte dort eine Lehre als Fleischer. Er wurde in allen berufsüblichen Fertigkeiten unterwiesen und lernte auch die Arbeitsschritte bei der Herstellung ortsüblicher Würste. Nach der Ausbildung ging der Handwerksgeselle auf Wanderschaft. Es verschlug ihn dabei an die Donau, wo er auf einem flussabwärts fahrenden Schiff als Ruderknecht anheuerte. In Wien ging der gut aussehende Metzgergeselle von Bord. Das war um das Jahr 1800 herum. Er sah sich nach Arbeit im erlernten Metier um. Nach einigen Jahren als Aufhackgehilfe machte sich Lahner 1804 als Meister mit einer eigenen Selcherei in der Vorstadt Altlerchenfeld selbstständig. Eine reiche Dame gab ihm ein Darlehen von 300 Gulden als Starthilfe.

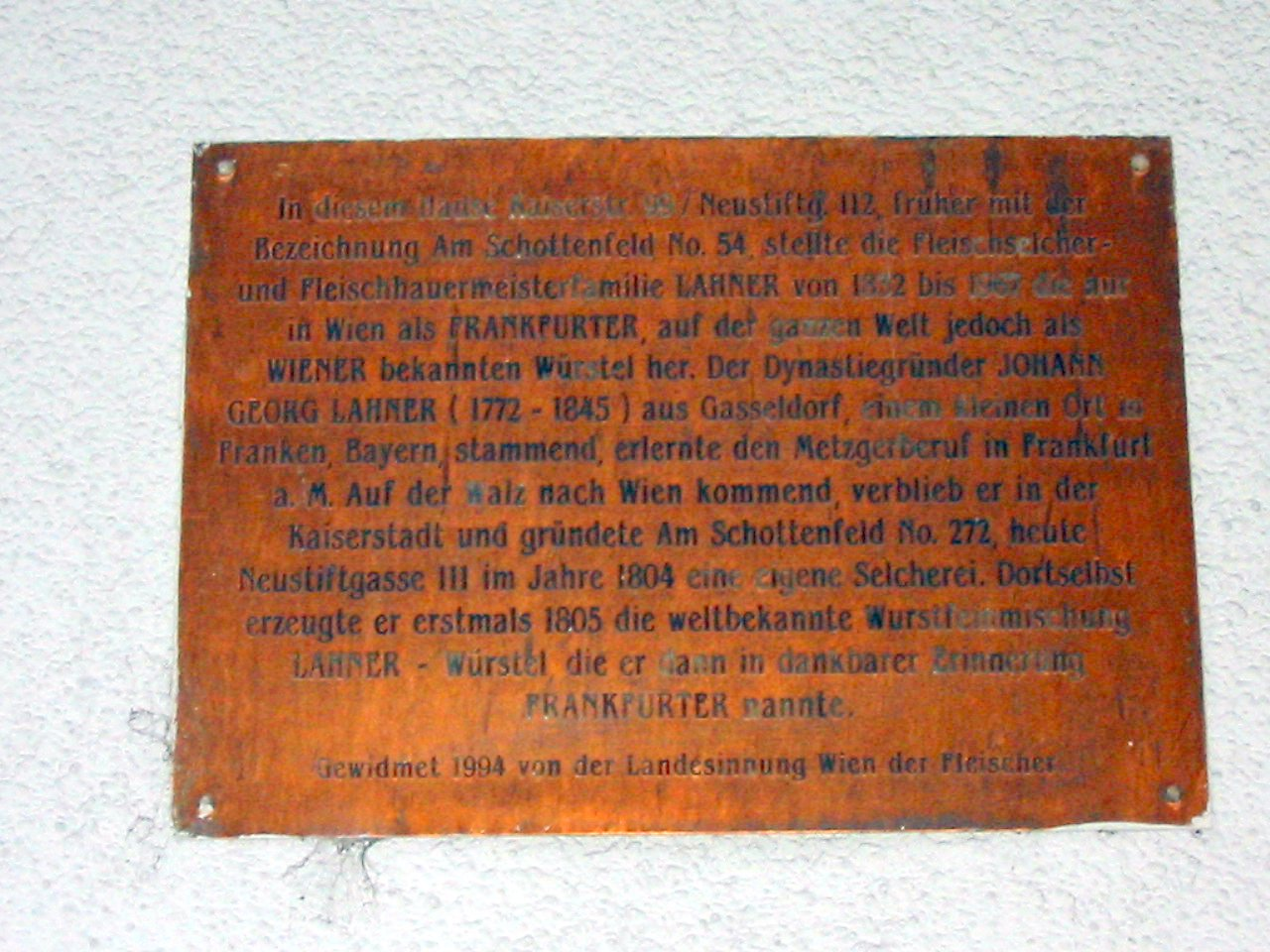
Gedenktafel für Johann Georg Lahner in Wien / Ecke Kaiserstraße, Neustiftgasse

Vom 15. Mai 1805 stammt eine Wiener Zeitungsmeldung, dass im Schaufenster von Lahner Am Schottenfeld Nr. 274 (heute Neustiftgasse 111) „merkwürdige Gebilde“ hängen. Lahners Würstel wurden Stadtgespräch und entwickelten sich allmählich zur gesuchten Delikatesse im Volke wie in der Hautevolee. Seine „Frankfurter“, wie sie Lahner zur Erinnerung an seine Lehrzeit nannte, wurden bald an den Hof geliefert, wo sie auch die Majestäten gerne verspeisten. Prominente Liebhaber dieser als Gabelfrühstück und Zwischenmahlzeit beliebten Wurst waren etwa Johann Nestroy, Franz Schubert, Johann Strauss und ganz besonders Adalbert Stifter. Dieser ließ sich die Würstel von Freunden via Postkutsche in das 180 Kilometer entfernte Linz liefern, was aus Haltbarkeitsgründen nur im Winter möglich war. So bedankte er sich bei seinem Freund Axmann, der ihm im Februar 1858 „20 Paar Frankfurter 1 fl 40 kr.“ per Eilgut übersendete: „Die Dinge schmecken uns so sehr, dass unser Mühmchen Josefine sagte, sie seien besser als ein Kapaun (ich sage das nicht), und dass meine Frau ewig beim Mittagessen im ganzen Februar sagte: Siehst du, die Kälte hält an, wir hätten noch Würste genug bekommen.“ „Hören wir jetzt von den Kunstdingen auf“, so Adalbert Stifter 1858, „und gehen wir zu etwas Wichtigerem und Ernsterem über“, nämlich zu den Frankfurter Würsteln. Er liebte sie. Sein Würsteltransport zwischen Wien und Linz scheint reibungslos funktioniert zu haben. Während es die Wiener in Mailand bereits 1842 und in Amsterdam ab 1861 gab, wurden sie in Linz erst ab 1865 erzeugt.
Lahner ging mit der Österreicherin Anna Resler die Ehe ein. Die vier Söhne der beiden wurden allesamt Fleischer. 1832 war die Nachfrage nach den Würstchen so groß geworden, dass Lahners Handwerksbetrieb, inzwischen erweitert um eine Fleischhauerei, in das Anwesen Am Schottenfeld 51 (heute Neustiftgasse 112, identisch mit Kaiserstraße 99) umzog, wo das Unternehmen bis 1967 existierte.
Johann Georg Lahner, der gebürtige Franke, war zum geachteten Mann geworden und erhielt im Jahre 1842 das Wiener Bürgerrecht verliehen. Kurz nach Übergabe des Betriebs an seinen Sohn Franz starb Lahner im Jahr 1845, wohnhaft Am Schottenfeld 51. Als Todesursache stand Herzbeutelwassersucht auf dem Totenschein. Lahner wurde zunächst am – 1874 gesperrten – Schmelzer Friedhof beigesetzt; seine sterblichen Überreste wurden 1897 auf den Wiener Zentralfriedhof umgebettet, dieses Grab (Gruppe 3, Reihe 5, Nr. 60) wurde jedoch 1975 eingeebnet und neu belegt.

## Frankfurter Würstel

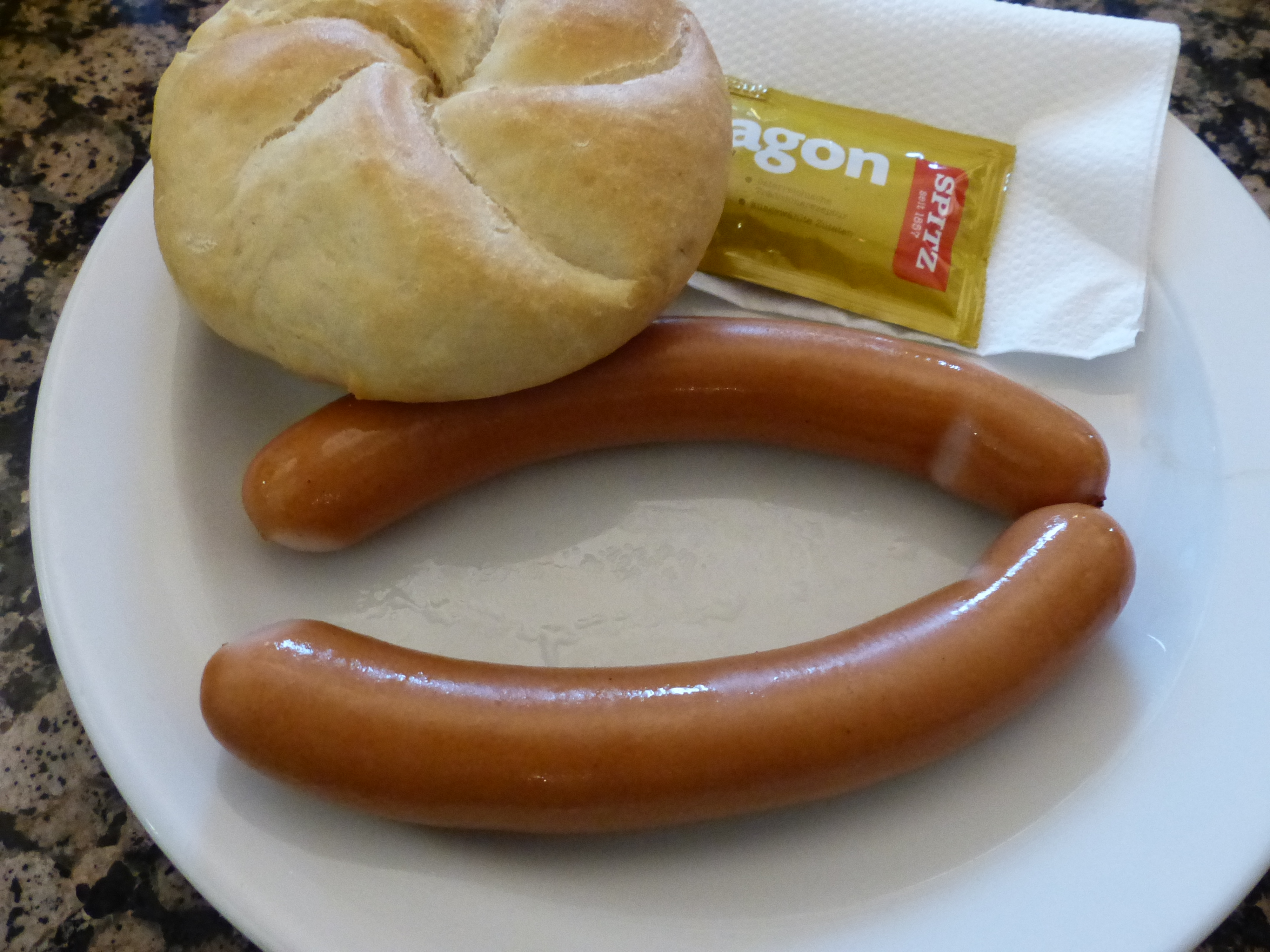
Frankfurter Würstel

Dem Fleischermeister waren die Frankfurter Würste aus grobem Schweinefleischbrät aus seiner Lehrzeit bekannt. Die Metzgerzunft in der Mainmetropole achtete darauf, dass Rinder- und Schweinefleisch streng getrennt blieben. In Wien hingegen gab es diese strikte Abgrenzung nicht. Außerdem waren die dortigen Wursterzeugnisse durch stärkere Zerkleinerung des Rohmaterials feiner. Lahner experimentierte mit einer Mischung der Füllmasse aus Rind- und Schweinefleisch. Das Brät stellte er zusätzlich in wesentlich feinerer Konsistenz her. Den gefüllten Saitling räucherte Lahner anschließend mild. Den Unterschied in der Herstellung zwischen Original Frankfurter Würstchen aus Schweinefleisch und den Wiener Würstchen gibt es noch heute.
Das Originalrezept ist nicht überliefert, allerdings gibt es in der Festschrift zum 125-Jahr-Jubiläum der Firma Lahner Hinweise auf die Ur-Frankfurter:
„Das sorgfältig von allen Sehnen befreite Fleisch wird zunächst mit Hacken entsprechend zerkleinert, dann auf Holzstöcken mit schweren Holzschlegeln weichgeklopft und mit großen Wiegemessern, die von zwei sich entgegenarbeitenden Gehilfen mit der Hand bedient werden, in ganz kleine Stücke zerschnitten, bis man daraus durch Mischung mit Schweinefleisch in einem Holztrog das Wurstbrät herstellt, das mit einer großen Handspritze, die dabei auf den Oberschenkel aufgestützt wird, in die auf das Aufsatzrohr angesteckten Schafsaitlinge eingedrückt wird. Die daraus abrollende lange Wurst wird dann in entsprechend kurze Teile abgeschnitten und in der Mitte zu einem Paar abgedreht, worauf die Würstl geselcht und gekocht werden.“
Für die Herstellung von Frankfurter Würstel (10 Paar) empfiehlt das Wurst- und Fleischerhandbuch von 1950 folgendes Rezept: „1,5 kg mageres Schweinefleisch, 1 kg zäher Speck, 65 g Salz, 5 g Zucker, 1 g Salpeter, 6 g Pfeffer, 2,5 g Ingwer, 3,5 g Kardamom. Das magere Schweinefleisch grob eingehackt und mit Salpeter, Salz und Zucker vermengt eine Nacht in den Kühlschrank stellen, anderntags fein durchdrehen, mit Wasser und dem gesamten fehlenden Gewürz gut durchkuttern, dann den fein durchgedrehten Speck hinzufügen und alles noch einige Male rundlaufen lassen. Damit die Würstchen schön rot werden, empfiehlt es sich, die gekutterte Masse eine Nacht stehen zu lassen. Dann in Schweinedärme füllen, in Paare von 125 g abdrehen, warm vortrocknen und schön goldgelb räuchern.“
Gegenwärtig bestehen Frankfurter je nach Hersteller aus folgenden Zutaten:
Variante l: Rindfleisch, Speck, Wasser, Nitritpökelsalz, Stärke, Gewürze, Saccharose, Natrium-Kalium-Polyphosphat, Ascorbinsäure, Geschmacksverstärker: Natriumglutamat.
Variante 2: Schweinefleisch, Speck, Wasser, Kochsalz, Konservierungsmittel: E 250; Stärke, Gewürze, Stabilisator: E 331, E 471; Antioxidationsmittel: E 300; Geschmacksverstärker: E 621.

## Nach seinem Tod

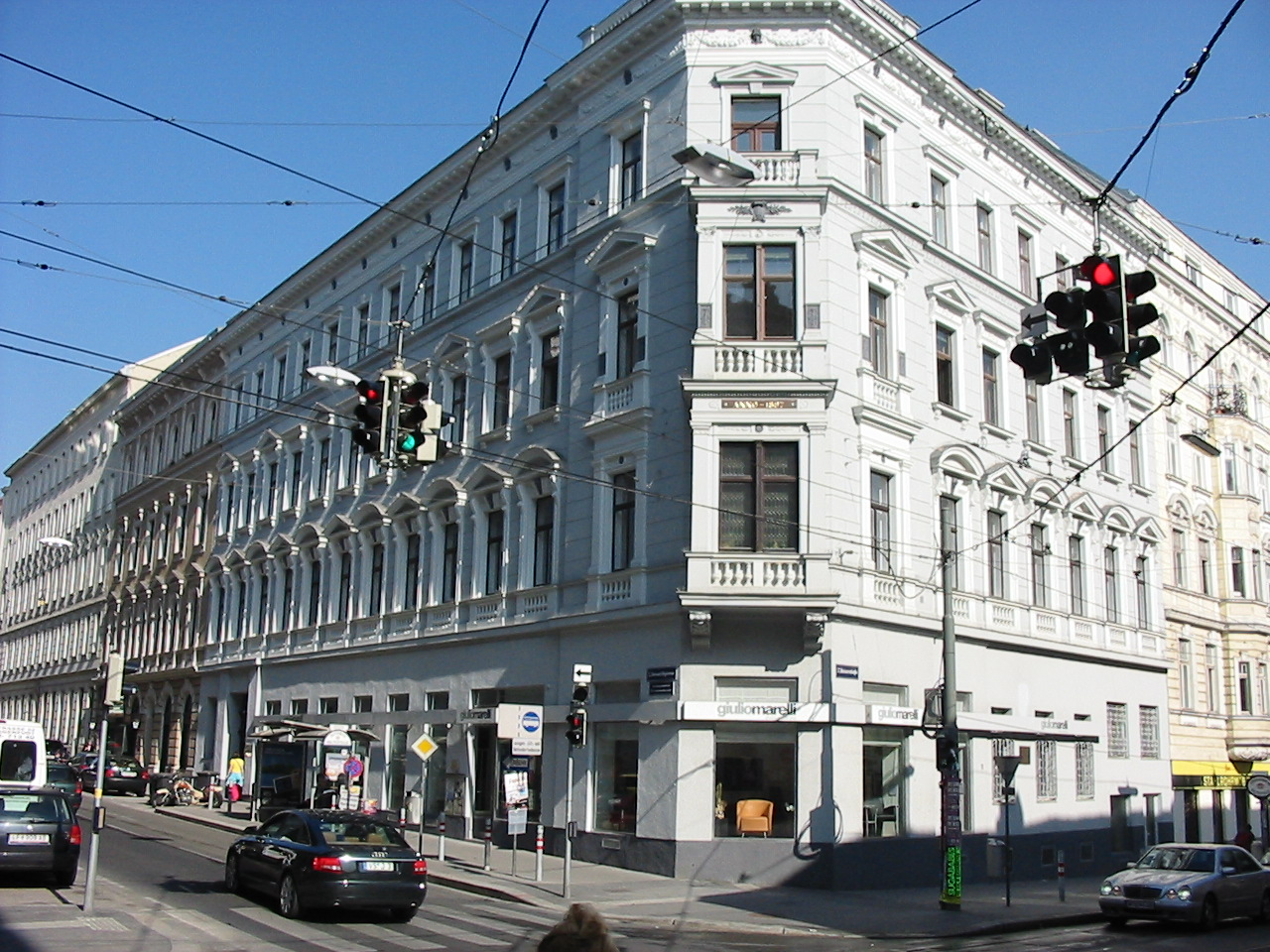
Eckhaus Neustiftgasse 112 / Kaiserstraße 99, in dem sich bis 1967 die Fleischerei der Familie Lahner befand

Der Familienbetrieb der Lahners hatte mit der Rezeptur des Gründers über Jahrzehnte Erfolg. 1855 wurden die Wiener Würstchen dem Publikum der Pariser Weltausstellung vorgestellt und auch verkauft. Auf der ersten Wiener Kochausstellung 1884 erhielten die einheimischen Frankfurter eine Goldmedaille zuerkannt, was zu einer Nachfrage von 10.000 Paar Würstchen in kurzer Zeit führte. 1893 sorgten die Wiener Würstchen auf der Weltausstellung in Chicago in Übersee für Furore. Der Erfolg der neuen Kreation führte rasch zu Nachahmungen durch andere Metzger und massenweiser Produktion in Fleischwarenfabriken. Ein Urenkel des Firmengründers bot gegen 1906 „Würstel im Schlafrock“ in einer Butterteighülle an, die noch heute in Wien hergestellt werden. Ein direkter Nachfahre war der Sportler Leopold Lahner. Nach dem Aussterben der Nachkommen stellte der Wiener Traditionsbetrieb 1967 seine Geschäftstätigkeit ein.
Die oberfränkischen Gasseldorfer, heute zu Ebermannstadt gehörend, ließen sich 2003 das Urheberrecht für „Wienerla“ nach dem Originalrezept von Johann Georg Lahner patentrechtlich schützen.